# Stichopathes semiglabra
Stichopathes semiglabra är en korallart som beskrevs av van Pesch 1914. Stichopathes semiglabra ingår i släktet Stichopathes och familjen Antipathidae. Inga underarter finns listade i Catalogue of Life.